# Bell (Florida)
Bell ist eine Stadt im Gilchrist County im US-Bundesstaat Florida. Das U.S. Census Bureau hat bei der Volkszählung 2020 eine Einwohnerzahl von 518 ermittelt. 

## Geographie
Bell liegt rund 15 km nördlich von Trenton sowie etwa 150 km südwestlich von Jacksonville.

## Demographische Daten
Laut der Volkszählung 2010 verteilten sich die damaligen 456 Einwohner auf 202 Haushalte. Die Bevölkerungsdichte lag bei 108,6 Einw./km². 94,3 % der Bevölkerung bezeichneten sich als Weiße, 0,4 % als Afroamerikaner, 0,4 % als Indianer und 0,9 % als Asian Americans. 3,6 % gaben die Angehörigkeit zu einer anderen Ethnie und 0,4 % zu mehreren Ethnien an. 10,7 % der Bevölkerung bestand aus Hispanics oder Latinos.
Im Jahr 2010 lebten in 37,8 % aller Haushalte Kinder unter 18 Jahren sowie 29,1 % aller Haushalte Personen mit mindestens 65 Jahren. 67,4 % der Haushalte waren Familienhaushalte (bestehend aus verheirateten Paaren mit oder ohne Nachkommen bzw. einem Elternteil mit Nachkomme). Die durchschnittliche Größe eines Haushalts lag bei 2,65 Personen und die durchschnittliche Familiengröße bei 3,20 Personen.
31,1 % der Bevölkerung waren jünger als 20 Jahre, 25,1 % waren 20 bis 39 Jahre alt, 23,9 % waren 40 bis 59 Jahre alt und 20,0 % waren mindestens 60 Jahre alt. Das mittlere Alter betrug 36 Jahre. 52,0 % der Bevölkerung waren männlich und 48,0 % weiblich.
Das durchschnittliche Jahreseinkommen lag bei 36.815 $, dabei lebten 12,6 % der Bevölkerung unter der Armutsgrenze.
Im Jahr 2000 war Englisch die Muttersprache von 97,44 % der Bevölkerung und spanisch sprachen 2,56 %.

## Sehenswürdigkeiten
Am 30. Oktober wurde die Cannon Farm in das National Register of Historic Places eingetragen.

## Wirtschaft
Eine Industrie gibt es nicht. Die hauptsächlichen Beschäftigungszweige sind: Ausbildung, Gesundheit und Soziales: (19,7 %), Handel / Einzelhandel: (15,3 %), Forstwirtschaft, Agrarwirtschaft, Fischfang: (15,3 %), Öffentliche Verwaltung: (11,7 %).

## Schulen
Bell Elementary School, etwa 700 Schüler
Bell High School, etwa 550 Schüler

## Kliniken
Für medizinische Behandlungen, die einen ambulanten oder stationären Aufenthalt notwendig machen, müssen die Einwohner eine der umliegenden Kliniken aufsuchen:
- Shands Hospital at the University of Florida in Gainesville
- Lake City Medical Center in Lake City
- Shands at Lake Shore in Lake City

## Verkehr
Bell wird vom U.S. Highway 129 durchquert.
Der nächste Flughafen ist rund 60 km östlich der Gainesville Regional Airport.